# Nesse-Apfelstädt
Nesse-Apfelstädt é um município da Alemanha, situado no distrito de Gota, no estado da Turíngia. Tem 39,47 km² de área, e sua população em 2019 foi estimada em 5.962 habitantes. Foi formado em 1 de janeiro de 2009 após a fusão dos antigos municípios de Apfelstädt, Gamstädt, Ingersleben e Neudietendorf.